# Campionato europeo maschile di pallacanestro Under-18 2007
Il 24º Campionato europeo di pallacanestro maschile Under-18 (noto anche come FIBA Europe Under-18 Championship 2007) si è svolto in Spagna, a Madrid, dal 3 al 12 agosto 2007.

## Squadre partecipanti
- Slovenia
- Croazia
- Francia
- Germania
- Grecia
- Italia
- Lettonia
- Lituania

- Bulgaria
- Russia
- Serbia
- Estonia
- Israele
- Spagna
- Turchia
- Romania

## Primo turno
Le squadre sono divise in 4 gruppi da 4 squadre ciascuno, con gironi all'italiana. Le prime tre si qualificano per la fase successiva ad eliminazione diretta, mentre le ultime giocano per il 13-16 posto.

### Gruppo A
| Team        | Pt | V - P | PF - PS   | Dp  |
| ----------- | -- | ----- | --------- | --- |
| 1. Lettonia | 6  | 3 - 0 | 228 - 205 | +23 |
| 2. Francia  | 5  | 2 - 1 | 206 - 176 | +30 |
| 3. Estonia  | 4  | 1 - 2 | 172 - 204 | -32 |
| 4. Italia   | 3  | 0 - 3 | 202 - 223 | -21 |

### Gruppo B
| Team        | Pt | V - P | PF - PS   | Dp  |
| ----------- | -- | ----- | --------- | --- |
| 1. Grecia   | 6  | 3 - 0 | 251 - 201 | +50 |
| 2. Turchia  | 5  | 2 - 1 | 240 - 240 | 0   |
| 3. Israele  | 4  | 1 - 2 | 224 - 230 | -6  |
| 4. Bulgaria | 3  | 0 - 3 | 205 - 249 | -44 |

### Gruppo C
| Team       | Pt | V - P | PF - PS   | Dp   |
| ---------- | -- | ----- | --------- | ---- |
| 1. Serbia  | 6  | 3 - 0 | 299 - 169 | +130 |
| 2. Spagna  | 5  | 2 - 1 | 269 - 195 | +74  |
| 3. Russia  | 4  | 1 - 2 | 183 - 207 | -24  |
| 4. Romania | 3  | 0 - 3 | 123 - 303 | -180 |

### Gruppo D
| Team        | Pt | V - P | PF - PS   | Dp  |
| ----------- | -- | ----- | --------- | --- |
| 1. Lituania | 6  | 3 - 0 | 241 - 184 | +57 |
| 2. Germania | 4  | 1 - 2 | 209 - 226 | -17 |
| 3. Croazia  | 4  | 1 - 2 | 218 - 231 | -13 |
| 4. Slovenia | 4  | 1 - 2 | 184 - 211 | -27 |

### Turno di classificazione

#### Gruppo G
Le ultime due squadre del girone retrocedono in Division B.
| Team        | Pt | V - P | PF - PS   | Dp   |
| ----------- | -- | ----- | --------- | ---- |
| 1. Italia   | 6  | 3 - 0 | 277 - 171 | +106 |
| 2. Bulgaria | 5  | 2 - 1 | 224 - 205 | +19  |
| 3. Slovenia | 4  | 1 - 2 | 181 - 190 | -9   |
| 4. Romania  | 3  | 0 - 3 | 161 - 277 | -116 |

### Seconda fase

#### Gruppo E
| Team        | Pt | V - P | PF - PS   | Dp  |
| ----------- | -- | ----- | --------- | --- |
| 1. Grecia   | 10 | 5 - 0 | 409 - 350 | +59 |
| 2. Lettonia | 9  | 4 - 1 | 389 - 360 | +29 |
| 3. Francia  | 8  | 3 - 2 | 384 - 311 | +73 |
| 4. Turchia  | 7  | 2 - 3 | 379 - 375 | +4  |
| 5. Israele  | 6  | 1 - 4 | 351 - 417 | -66 |
| 6. Estonia  | 5  | 0 - 5 | 286 - 385 | -99 |

#### Gruppo F
| Team        | Pt | V - P | PF - PS   | Dp   |
| ----------- | -- | ----- | --------- | ---- |
| 1. Serbia   | 9  | 4 - 1 | 416 - 347 | +69  |
| 2. Lituania | 9  | 4 - 1 | 407 - 348 | +59  |
| 3. Spagna   | 9  | 4 - 1 | 432 - 365 | +67  |
| 4. Croazia  | 6  | 1 - 4 | 378 - 403 | -25  |
| 5. Russia   | 6  | 1 - 4 | 333 - 392 | -59  |
| 6. Germania | 6  | 1 - 4 | 328 - 439 | -111 |

## Fase a eliminazione diretta

### Tabellone 1º-4º posto
|  | Semifinali 1º/4º posto | Semifinali 1º/4º posto | Semifinali 1º/4º posto |        |        | Finale 1º/2º posto | Finale 1º/2º posto | Finale 1º/2º posto |  |
|  |                        |                        |                        |        |        |                    |                    |                    |  |
|  | Serbia                 | Serbia                 | 82                     |        |        |                    |                    |                    |  |
|  | Serbia                 | Serbia                 | 82                     |        |        |                    |                    |                    |  |
|  | Lettonia               | Lettonia               | 71                     |        |        |                    |                    |                    |  |
|  | Lettonia               | Lettonia               | 71                     |        | Serbia | Serbia             | 92                 |                    |  |
|  |                        |                        |                        |        | Serbia | Serbia             | 92                 |                    |  |
|  |                        |                        | Grecia                 | Grecia | 89     |                    |                    |                    |  |
|  | Grecia                 | Grecia                 | Grecia                 | Grecia | 89     | 86                 |                    |                    |  |
|  | Grecia                 | Grecia                 |                        |        |        | 86                 |                    |                    |  |
|  | Lituania               | Lituania               | 78                     |        |        | Finale 3º/4º posto | Finale 3º/4º posto | Finale 3º/4º posto |  |
|  | Lituania               | Lituania               | 78                     |        |        |                    |                    |                    |  |
|  |                        |                        |                        |        |        |                    |                    |                    |  |
|  |                        |                        |                        |        |        | Lettonia           | Lettonia           | 74                 |  |
|  |                        |                        |                        |        |        | Lettonia           | Lettonia           | 74                 |  |
|  |                        |                        |                        |        |        | Lituania           | Lituania           | 72                 |  |

### Tabellone 5º-8º posto
|  | Semifinali 5º/8º posto | Semifinali 5º/8º posto | Semifinali 5º/8º posto |        |         | Finale 5º/6º posto | Finale 5º/6º posto | Finale 5º/6º posto |  |
|  |                        |                        |                        |        |         |                    |                    |                    |  |
|  | Francia                | Francia                | 75                     |        |         |                    |                    |                    |  |
|  | Francia                | Francia                | 75                     |        |         |                    |                    |                    |  |
|  | Croazia                | Croazia                | 59                     |        |         |                    |                    |                    |  |
|  | Croazia                | Croazia                | 59                     |        | Francia | Francia            | 85                 |                    |  |
|  |                        |                        |                        |        | Francia | Francia            | 85                 |                    |  |
|  |                        |                        | Spagna                 | Spagna | 92      |                    |                    |                    |  |
|  | Spagna                 | Spagna                 | Spagna                 | Spagna | 92      | 84                 |                    |                    |  |
|  | Spagna                 | Spagna                 |                        |        |         | 84                 |                    |                    |  |
|  | Turchia                | Turchia                | 64                     |        |         | Finale 7º/8º posto | Finale 7º/8º posto | Finale 7º/8º posto |  |
|  | Turchia                | Turchia                | 64                     |        |         |                    |                    |                    |  |
|  |                        |                        |                        |        |         |                    |                    |                    |  |
|  |                        |                        |                        |        |         | Croazia            | Croazia            | 90                 |  |
|  |                        |                        |                        |        |         | Croazia            | Croazia            | 90                 |  |
|  |                        |                        |                        |        |         | Turchia            | Turchia            | 81                 |  |

### Tabellone 9º-12º posto
|  | Semifinali 9º/12º posto | Semifinali 9º/12º posto | Semifinali 9º/12º posto |          |        | Finale 9º/10º posto  | Finale 9º/10º posto  | Finale 9º/10º posto  |  |
|  |                         |                         |                         |          |        |                      |                      |                      |  |
|  | Russia                  | Russia                  | 94                      |          |        |                      |                      |                      |  |
|  | Russia                  | Russia                  | 94                      |          |        |                      |                      |                      |  |
|  | Estonia                 | Estonia                 | 55                      |          |        |                      |                      |                      |  |
|  | Estonia                 | Estonia                 | 55                      |          | Russia | Russia               | 53                   |                      |  |
|  |                         |                         |                         |          | Russia | Russia               | 53                   |                      |  |
|  |                         |                         | Germania                | Germania | 70     |                      |                      |                      |  |
|  | Israele                 | Israele                 | Germania                | Germania | 70     | 61                   |                      |                      |  |
|  | Israele                 | Israele                 |                         |          |        | 61                   |                      |                      |  |
|  | Germania                | Germania                | 93                      |          |        | Finale 11º/12º posto | Finale 11º/12º posto | Finale 11º/12º posto |  |
|  | Germania                | Germania                | 93                      |          |        |                      |                      |                      |  |
|  |                         |                         |                         |          |        |                      |                      |                      |  |
|  |                         |                         |                         |          |        | Estonia              | Estonia              | 59                   |  |
|  |                         |                         |                         |          |        | Estonia              | Estonia              | 59                   |  |
|  |                         |                         |                         |          |        | Israele              | Israele              | 68                   |  |

## Classifica finale
| Campione d'Europa        | Campione d'Europa | Campione d'Europa |
| ------------------------ | ----------------- | ----------------- |
| Serbia                   |                   |                   |
| Argento                  | Grecia            |                   |
| Bronzo                   | Lettonia          |                   |
| 4.                       | Lituania          |                   |
| 5.                       | Spagna            |                   |
| 6.                       | Francia           |                   |
| 7.                       | Croazia           |                   |
| 8.                       | Turchia           |                   |
| 9.                       | Germania          |                   |
| 10.                      | Russia            |                   |
| 11.                      | Israele           |                   |
| 12.                      | Estonia           |                   |
| 13.                      | Italia            |                   |
| 14.                      | Bulgaria          |                   |
| Retrocesse in Division B |                   |                   |
| 15.                      | Slovenia          |                   |
| 16.                      | Romania           |                   |

## Premi individuali

### MVP del torneo
- Kostas Koufos

### Miglior quintetto del torneo
- Hristo Zahariev
- Ricky Rubio
- Kostas Koufos
- Milan Mačvan
- Edwin Jackson